# 人造人間カティサーク
『人造人間カティサーク』（じんぞうにんげんカティサーク）とは、緒方ていによる日本の漫画作品である。『月刊コミックラッシュ』（ジャイブ）にて連載された。前作の『キメラ』『ラフダイヤモンド』とは異なった角度から戦時下における恋模様を描いている。

## あらすじ
毎週月曜日PM7:00に襲来する謎の巨大人造人間達（ブラックマンデー）に立ち向かう少女がいた。いかなる兵器による攻撃も受け付けないブラックマンデーに対し、人造人間であるカティサークは人類にとっての唯一にして最大の切り札である。カティサークは苦戦しつつも進撃を食い止める。次々に送り込まれる強敵達、終わり無き戦いの行き着く先にあるのは勝利か、敗北か?

## 登場人物
峠鉄兵（とうげ てっぺい）
本作の主人公。物語開始時14歳。飛び級で高校に通っている。カティサークを作った天才科学者の息子であり、プログラムを担当する。
カティサーク
少女の姿をした、戦闘用人造人間。人間の言葉は理解できるが機械語しか発声できず、会話する事が出来ない。感情と意思を持つ。
メグ＝A＝トウゲ
鉄兵の義理の姉。カティサークのメカニック及び作戦を担当する。表向きではクレープ屋を営んでいる。
風巻ひびき
鉄兵の同級生で、飛び級で高校に通う少女。開発・出撃ともにこなす都市防衛を行う企業「風巻コネクション」当主。カティサークに対抗心を燃やしつつも共に都市を守るためブラックマンデーと闘う。
ブラックマンデー
毎週月曜日の午後7時に襲来する人類の敵。謎に包まれた存在。
カティサークツヴァイ
カティサークと同様の戦闘人造人間。カティサーク同様に感情と意思を持つ。

## 単行本
- 第1巻 2007年8月7日発売（初版発行8月13日） ISBN 9784861764219
- 第2巻 2008年5月7日発売（初版発行5月10日） ISBN 9784861765100
- 第3巻 2009年1月7日発売（初版発行1月15日） ISBN 9784861766015
- 第4巻 (完結) 2010年6月30日発売[1]（初版発行7月8日） ISBN 9784861767234